# Kanton Vouvray
Kanton Vouvray (francouzsky Canton de Vouvray) je francouzský kanton v departementu Indre-et-Loire v regionu Centre-Val de Loire. Tvoří ho 11 obcí.

## Obce kantonu
- Chançay
- Chanceaux-sur-Choisille
- Monnaie
- Neuillé-le-Lierre
- Noizay
- Notre-Dame-d'Oé
- Parçay-Meslay
- Reugny
- Rochecorbon
- Vernou-sur-Brenne
- Vouvray